# Parti communiste ouvrier d'Allemagne
 (février 2020).
Pour les articles homonymes, voir Parti communiste ouvrier et Parti communiste en Allemagne.
Le Parti communiste ouvrier d'Allemagne (en allemand : Kommunistische Arbeiterpartei Deutschlands, KAPD) est issu de la scission conseilliste du Parti communiste d'Allemagne (KPD), en 1920.

## Historique
Le Parti communiste ouvrier d'Allemagne est fondé le 4 avril 1920 à Heidelberg. Il rassemble à ses débuts environ 50 000 militants. Herman Gorter est son principal animateur. À l'origine le parti reste « membre sympathisant » de l'Internationale communiste, malgré ses divergences politiques.
Le KAPD refusait toute participation aux élections. Opposé aux bolcheviks, le KAPD participe en avril 1920 au soulèvement de la Ruhr ; en 1921, il se joint à l'« Action de Mars », la tentative de coup de force du KPD, mais décide quelques mois plus tard de rompre avec l'Internationale communiste.
Une partie des militants souhaite créer une organisation « unifiée », à la fois politique et syndicale : une partie importante des militants quitte alors l'organisation pour fonder l’Union générale des travailleurs d'Allemagne - Organisation unitaire (AAUD-E). En 1922, une nouvelle scission intervient entre la « fraction d’Essen » et la « fraction de Berlin ». Ces scissions plombent le jeune parti qui ne rassemble plus que 5 000 militants. Beaucoup de militants retournèrent au KPD au cours des années 1920. 
La « Fraction d'Essen » du KAPD était liée à l'Internationale communiste ouvrière. Le parti publie un journal, Kommunistische Arbeiter-Zeitung.

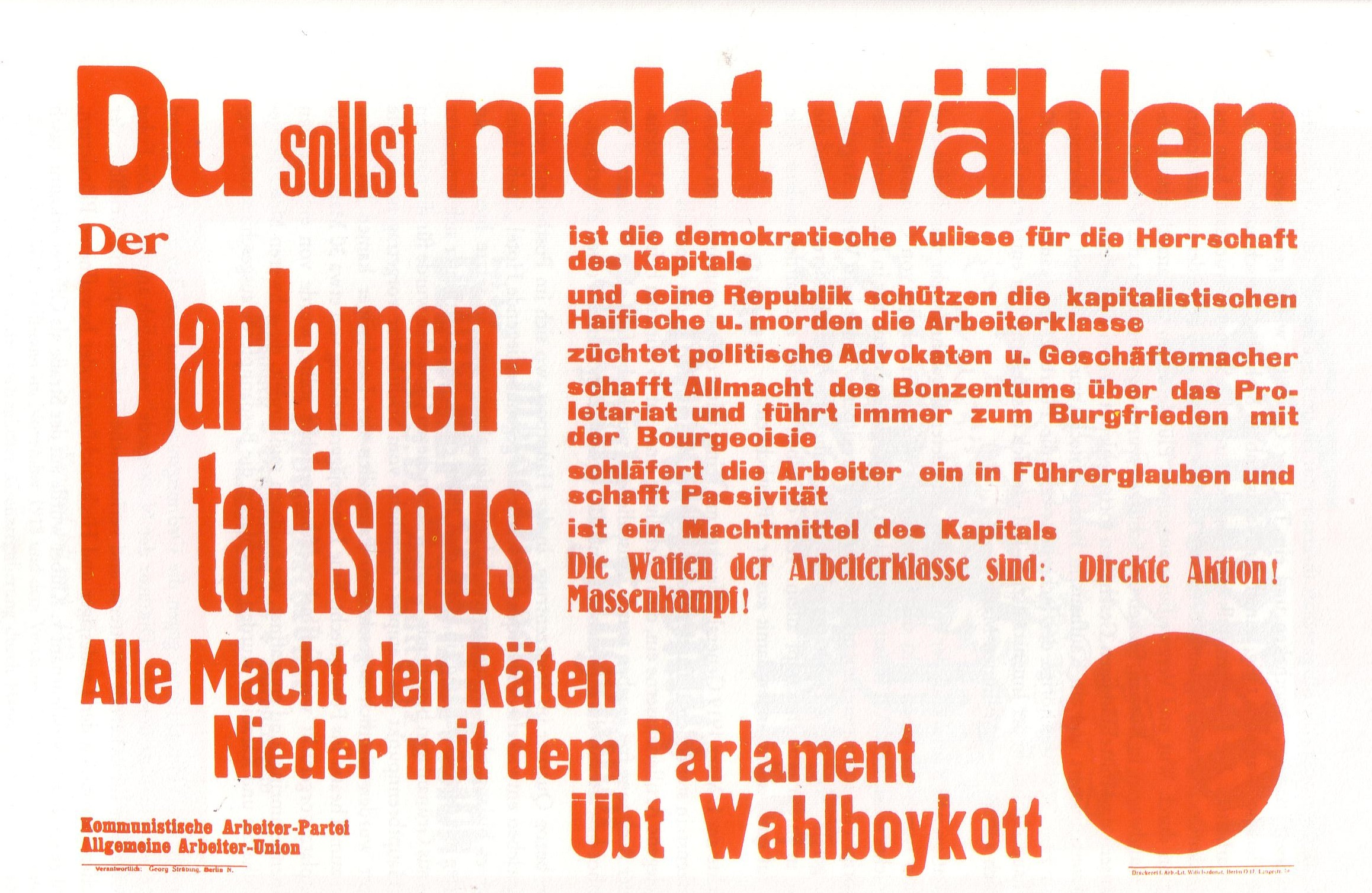
Affiche publiée par le KAPD / AAUD en 1920.

En 1933, une partie du KAPD finit par rejoindre l'Union communiste ouvrière d'Allemagne (KAUD). Des groupes de résistance anti-nazis se créeront dans la tradition du KAPD : les Roten Kämpfer, et la Kommunistische Räte-Union.

## Militants connus du KAPD
- Paul Mattick (1904–1981)
- Bernhard Reichenbach (1888-1975)
- Otto Rühle (1874–1943)
- Karl Schröder (1884–1950), Fraction d'Essen
- Ian Appel
- Herman Gorter, Fraction d'Essen
- Franz Pfemfert
- Max Hoelz
- August Merges (1870-1945)
- Alexander Schwab
- Arthur Goldstein (1887-1943)

## Indications bibliographiques
- Denis Authier et Barrot Jean, La gauche communiste en Allemagne. 1918 - 1921, Paris, Payot, 1976, 388 p.
- Denis Authier, La gauche allemande. Pour l'histoire du mouvement communiste en Allemagne de 1918 à 1921, La Vieille Taupe, 1973, 169 p.
- Philippe Bourrinet, Internationalisme ou national-bolchevisme ? : Le deuxième congrès du KAPD, 1er-4 août 1920 : le congrès des décisions, élimination du national-bolchevisme, parti, unions et IIIe Internationale, Bois-Colombes, P. Bourrinet, 2014, 203 p. (ISBN 979-10-94518-09-0)